# Балаклеевский сельский совет
Балаклеевский сельский совет (укр. Балакліївська сільська рада) — входит в состав
Великобагачанского района
Полтавской области
Украины.
Административный центр сельского совета находится в 
с. Балаклея.

## История
- 1923 — дата образования.

## Населённые пункты совета
- с. Балаклея
- с. Колосовка
- с. Писаревщина
- с. Шипоши